# Shigemaru Takenokoshi
Shigemaru Takenokoshi (竹腰重丸?, Takenokoshi Shigemaru; Ōita, 15 febbraio 1906 – 6 ottobre 1980) è stato un dirigente sportivo, allenatore di calcio e calciatore giapponese, di ruolo attaccante.

## Carriera

### Calciatore
Attaccante, esordì nel club calcistico dell'università Imperiale di Tokyo dove giocò dal 1925 fino al 1930, anno in cui conseguì la laurea. Nonostante avesse interrotto la carriera nelle squadre di club, Takenokoshi continuò negli anni successivi ad essere convocato per la nazionale maggiore (in cui disputò cinque incontri tra il 1925 e il 1936) prendendo parte alla rappresentativa dei Giochi Olimpici di Berlino.

### Allenatore
Subito dopo il conseguimento della laurea, Takenokoshi esercitò la professione di docente di educazione fisica all'università di Tokyo ottenendo, già nel 1934 e in seguito nel biennio 1938-1940, l'incarico di commissario tecnico della nazionale. Riassunse tale incarico nel periodo tra il 1951 e il 1959 (salvo una breve parentesi nel 1957), guidando la rappresentativa alle Olimpiadi di Melbourne del 1956.

### Dirigente
Presente sin dal 1929 nei quadri dirigenziali della JFA, fu chiamato a presiederla dopo il secondo conflitto mondiale (durante il quale fu arruolato come ufficiale di marina). Si ritirò da tutti gli incarichi nel 1974: dopo la sua morte, avvenuta nel 1980, fu incluso nella Japan Football Hall of Fame.